# Sint-Jorisdoelen (Middelburg)
De Sint-Jorisdoelen is een voormalig schuttershof aan de Balans in Middelburg. Het oorspronkelijke gebouw uit 1582 is tijdens de stadsbrand van 17 mei 1940 volledig verwoest. In de periode 1969-1970 is de gevel herbouwd naar het oorspronkelijke ontwerp van 1582. Deze gevel werd geflankeerd door twee moderne zijvleugels. Na in gebruik geweest te zijn als kantoorgebouw, zal het gebouw in 2023 als hotel in gebruik genomen worden.

## Schuttersgilde Sint Joris
De eerste vermelding van de aanwezigheid van het Sint Joris schuttersgilde voor de kruis- of voetboog in Middelburg dateert uit 1352. Zij bezaten een hof nabij de Sint-Janskerk. Dit hof werd in 1541 onteigend en gesloopt door het Middelburgse stadsbestuur vanwege de aanleg van de Nieuwe Haven. In 1542 werd geld beschikbaar gesteld voor de aanleg van een nieuw hof op grond van het begijnhof. In 1582 werd aan de Balans de Sint-Jorisdoelen gebouwd, aangrenzend aan het hof. In de loop van jaren transformeerde het schuttersgilde in een soort broederschap, welke in 1764 fuseerde met de Grote Sociëteit van Middelburg, en de naam Confrérie Sint Joris ging dragen. In 1766 vonden er aanpassingen aan het gebouw plaats, waarbij op het dak een tweede rij dakvensters werd geplaatst en de ramen werden gewijzigd van kruis- naar schuiframen. Boven de poort links van het gebouw werd een nieuwe verdieping gebouwd.

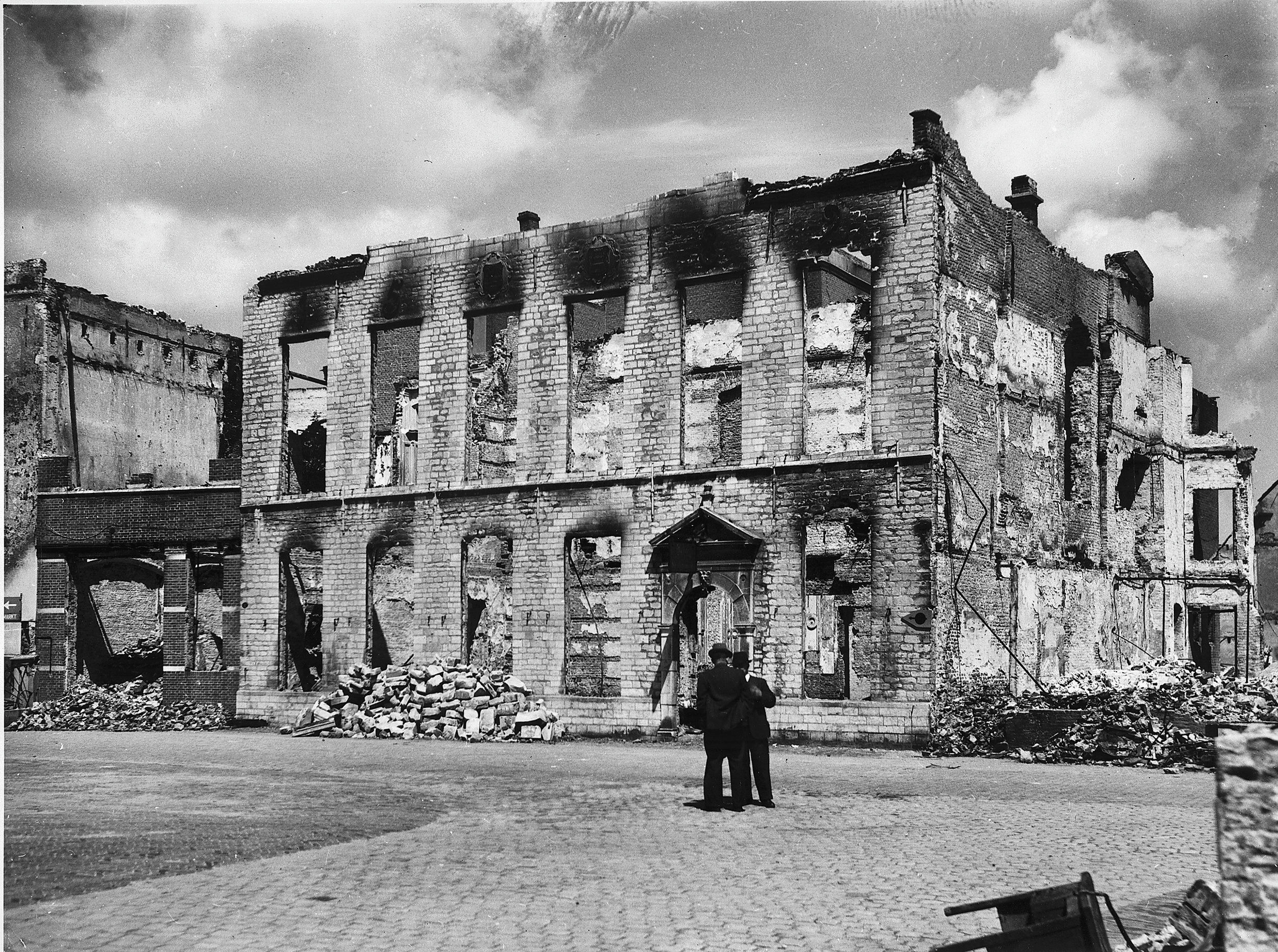
Het oorspronkelijke gebouw uit 1582 brandde volledig uit in mei 1940.

In 1875 fuseerde de Confrérie met Sociëteit De Vriendschap en ontstond de naam Sociëteit Sint Joris. De vereniging, alhoewel een voortzetting van het schuttersgilde, beoefende geen schietsport meer, de leden hielden zich bezig met lezen, spel en sport met als doel sociale bijeenkomsten. Ook waren er een kegelbaan en een tennisbaan aanwezig. In 1894 werd het pand gerestaureerd waarbij de zandstenen kruisramen op de begane grond werden vervangen voor houten ramen en de toegangspoort werd hersteld in de oorspronkelijke zandstenen uitvoering.

## Verwoesting en wederopbouw
Volgend op beschietingen op 17 mei 1940 ontstond een grote stadsbrand. De Sint-Jorisdoelen liep in eerste instantie geen schade op, maar de oprukkende brand sloeg via een groentewinkel en een meubelmakerij over op een bakkerij en de Sint-Jorisdoelen. Alhoewel de brand hier gestopt werd brandde het pand volledig uit. Enkele muren die nog overeind stonden, stortten in tijdens een najaarsstorm. In 1941 werd ook de sociëteit opgeheven. Het stuk grond bleef onbebouwd totdat er in 1969 plannen werden gerealiseerd om een rijkskantorencomplex op deze plaats te bouwen. De Gemeente Middelburg verzocht dan wel om de doelen in originele stijl te herbouwen, wat ook gebeurde. Deze herbouw wordt gezien als de afsluiting van de wederopbouw van Middelburg. Op de begane grond hield het kantongerecht zitting. Het diende ook als arbeidsbureau en kantoor voor de griffie van de Zeeuwse Provinciale Staten. In 2017 kwam het gebouw leeg te staan. Nadat plannen om studentenhuisvesting te realiseren geen doorgang vonden kreeg het gebouw in mei 2023 een nieuwe bestemming als hotel.